# Adiponectina
L'adiponectina (també coneguda com a Acrp30, AdipoQ, apM1 o GBP28) és una hormona sintetitzada exclusivament pel teixit adipós que participa en el metabolisme de la glucosa i els àcids grassos. Diversos estudis han comprovat que l'adiponectina augmenta la sensibilitat a la insulina en diversos teixits com fetge, múscul esquelètic i teixit adipós. Els nivells circulants d'adiponectina són inversament proporcionals a l'índex de massa corporal (IMC) i el percentatge de greix corporal. Les concentracions d'adiponectina es troben reduïdes en l'obesitat, diabetis mellitus de tipus 2 i la malaltia arterial coronària.
L'adiponectina és una de les proteïnes plasmàtiques més abundants, constituint el 0,01% de les proteïnes plasmàtiques totals. Les concentracions plasmàtiques d'adiponectina ronden els 5-10 μg/ML i presenten dimorfisme sexual, ja que les dones presenten nivells d'aquesta hormona superiors als homes.

## Estructura
L'adiponectina és una proteïna de 247 aminoàcids (Mr 30 kDa) que consta de 4 dominis. El primer domini és un pèptid senyal situat a la zona amino-terminal que permet la secreció de l'hormona a l'exterior dels adipòcits; el segon domini és una regió de 28 aminoàcids que varia entre espècies; el tercer domini és un domini col·lagen constituït per 22 triplets glicina-X-tirosina/; i finalment, un domini globular en la regió carboxi-terminal.
Les molècules d'adiponectina s'agrupen entre si formant trímers, hexàmers i polímers. La adiponectina monomèrica no s'ha detectat en la circulació sanguínia i la seva presència sembla confinada a l'adipòcit.